# 바스타토사우루스
바스타토사우루스 렉스 (Vastatosaurus Rex)는 영화 킹콩에 등장하는 가상의 공룡이다. 티라노사우루스처럼 줄여서 브이 렉스 (V-Rex)라고도 한다.
특징: 티라노사우루스 렉스처럼 생겼다. 길이는 17미터다.